# Jan Rob
Jan Rob SDB (17. prosince 1914 Příbram – 3. ledna 2018 Teplice) byl český katolický kněz, člen řádu salesiánů, perzekvovaný v době komunistického režimu.

## Životopis

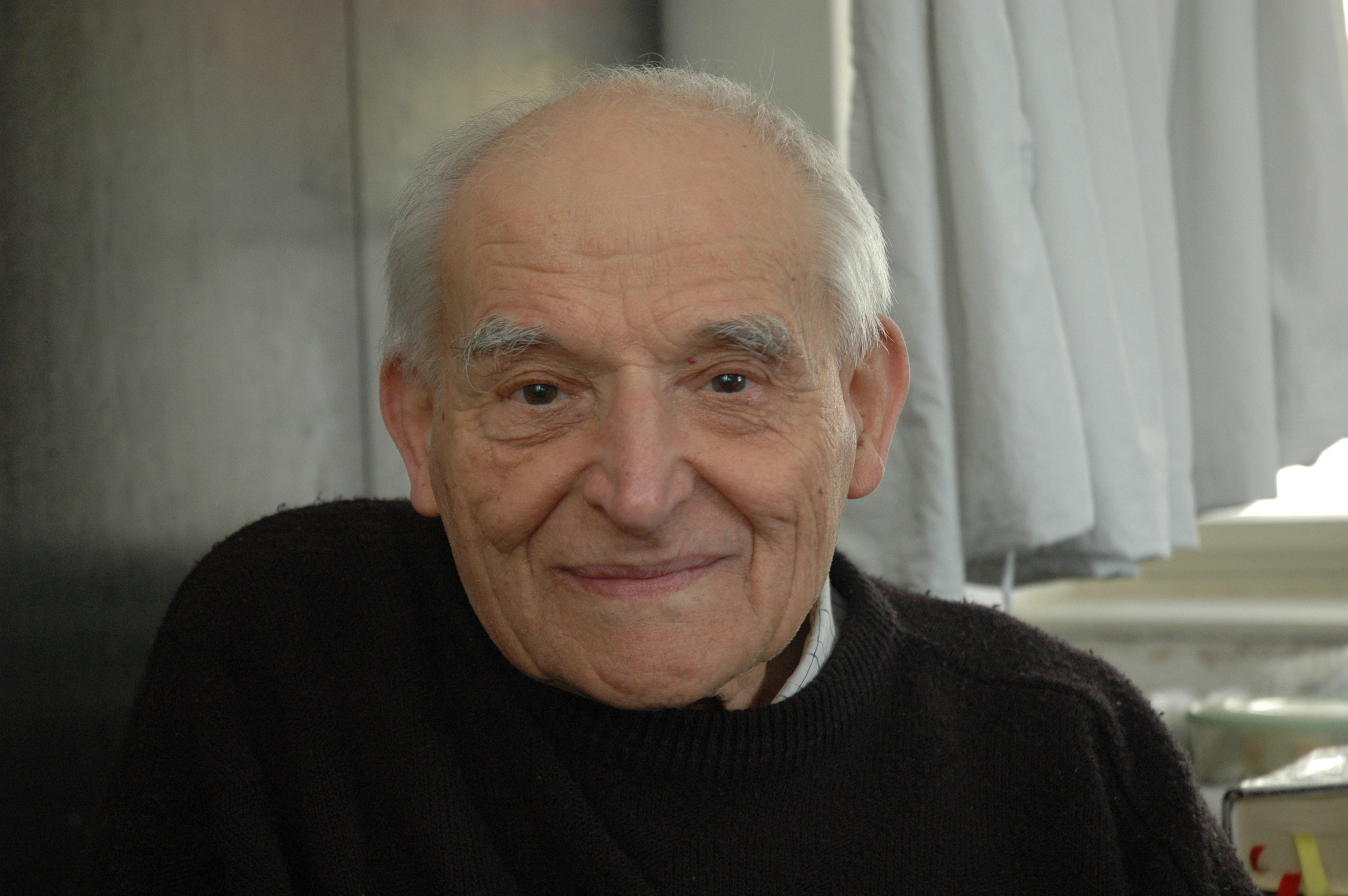
P. Jan Rob v r. 2009

Narodil se v Příbrami v učitelské rodině, která se během první republiky přestěhovala do Bratislavy. Zde studoval na gymnáziu a po maturitě odešel do Prahy, kde absolvoval Vysokou školu elektrotechnickou (titul inženýr v roce 1938). Pak působil jako vyučující na průmyslové škole v Bratislavě a v Brně. V moravské metropoli poznal v roce 1939 salesiány. Zamiloval si práci s mládeží a ta ho přivedla k salesiánům. Noviciát prožil v letech 1940 až 1941 v Ořechově. Věčné sliby složil v roce 1944. Teologické studium ukončil v Oseku u Duchcova, kde také přijal 20. června 1948 kněžské svěcení z rukou litoměřického biskupa Štěpána Trochty. Nastoupil poté jako katecheta do salesiánské oratoře v Brně-Žabovřeskách. V dubnu roku 1950 byl v rámci Akce K internován spolu s ostatními salesiány v Oseku. Odtud byl odvelen do Pomocných technických praporů (PTP). Od roku 1954 pracoval u elektromontážních závodů, přitom ale tajně vedl mladé salesiány. Státní bezpečnost tyto jeho aktivity odhalila, byl zatčen a v únoru 1958 odsouzen ke třem letům vězení, které strávil ve věznicích v Opavě a na Pankráci. Po odpykání trestu nastoupil jako dělník do výrobny léků v Roztokách u Prahy.
Při uvolnění politických poměrů v důsledku Pražského jara 1968 dostal státní souhlas a nastoupil do duchovní správy na faře v Teplicích, kde spolu s dalšími spolubratry vytvořil salesiánskou komunitu. Během zdejšího působení se zasloužil o částečnou rekonstrukci střechy a okapů v kostele sv. Alžběty v Teplicích-Šanově. V nastupujícím období normalizace se však řeholní komunita musela rozejít a každý salesián byl poslán na jinou faru. P. Rob odešel do České Kamenice, kde působil v letech 1973 – 1991.
Poté se vrátil do Teplic, kde byla v roce 1990 založena nová salesiánská komunita. V ní prožil závěr svého života.